# Сімоне Деромедіс
Сімоне Деромедіс (2 квітня 2000 , Тренто ) — італійський фристайліст, що спеціалізується на скікросі, чемпіон світу.

## Олімпійські ігри
| Рік  | Місто        | Скікрос |
| ---- | ------------ | ------- |
| 2022 | Пекін, Китай | 5       |

## Чемпіонат світу
| Рік  | Місто             | Скікрос |
| ---- | ----------------- | ------- |
| 2019 | Парк-Сіті, США    | 30      |
| 2021 | Ідре, Швеція      | 31      |
| 2023 | Бакуріані, Грузія | 1       |

## Кубок світу
| Сезон   | Дата            | Місце проведення     | Дисципліна | Місце |
| ------- | --------------- | -------------------- | ---------- | ----- |
| 2021–22 | 12 грудня 2021  | Валь-Торанс, Франція | скікрос    | 3     |
| 2021–22 | 19 березня 2022 | Везона, Швейцарія    | скікрос    | 2     |

Оновлення 19 лютого 2023.